# Empire Earth Mobile
Empire Earth Mobile (tạm dịch: Đế quốc Địa Cầu Di động) là trò chơi chiến lược theo lượt dành cho điện thoại di động dựa trên bản gốc Empire Earth. Empire Earth Mobile được viết bằng Java và do hãng Vivendi phát triển thay vì Stainless Steel Studios (nhà sản xuất Empire Earth). Game được nhà phân phối game di động WonderPhone phát hành vào ngày 14 tháng 10 năm 2005.

## Cách chơi

Lối chơi trong Mobile theo kiểu chiến lược theo lượt.

Empire Earth Mobile là trò chơi chiến lược theo lượt giống như tựa game Civilization nhiều hơn so với phiên bản gốc Empire Earth. Trò chơi bao gồm bốn kỷ nguyên gồm: Đồ đá, Trung Cổ, Hiện đại và Nano. Game tự tách mình ra khỏi các bản Empire Earth khác với sự vắng mặt của nông dân. Thay vào đó, một số biểu tượng nằm trên bản đồ có thể được chinh phục bởi một đơn vị lính. Khi có chúng, một công trình mới có thể được tạo ra. Tuy nhiên, chỉ có một số lượng nhất định các biểu tượng tồn tại trên bản đồ, do đó, mỗi bên đều tranh giành việc kiểm soát của họ.
Bản Mobile cung cấp cho người chơi bốn loại lính, mỗi thứ đều biến đổi và thay đổi trong những kỷ nguyên khác nhau. Người lính tiêu chuẩn có thể hữu ích cho việc xây dựng công trình mới, những đơn vị xạ chiến, đơn vị hỗ trợ hạng nặng và các đơn vị trên không. Loại thứ hai trong số bốn là chỉ xuất hiện trong những kỷ nguyên sau này.
Bản Mobile có ba chế độ chơi gồm: Adventure (phiêu lưu), Skirmish (giao tranh) và Multiplayer (chơi mạng). Chế độ phiêu lưu dẫn dắt người chơi qua 10 màn chiến dịch, bao trùm tổng cộng 2.000 năm lịch sử nhân loại. Bắt đầu vào thời Tiền sử và kết thúc vào thời Nano, tương tự như Empire Earth. Mục giao tranh bao gồm các trận chiến chơi đơn tự do, còn mục chơi mạng giới thiệu khả năng chiến đấu giữa hai người chơi.

## Phát triển
Bản Mobile khi phát hành là tựa game thứ bảy mà hãng Vivendi chuyển thể và là một trong ba sản phẩm nhượng quyền thương mại lớn của năm.

## Đón nhận
Empire Earth Mobile được cộng đồng điện thoại di động đánh giá tốt. IGN cho số điểm 7.4/10 và nhận xét: "Empire Earth Mobile là một trò chơi di động chậm hơn nhịp độ không thực phù hợp với mùa lượm lặt và chơi nhanh". Nhưng "nếu bạn đang tìm kiếm một trò chơi di động, thì hãy dứt khoát rõ ràng hơn, ý nói lựa game một người chơi như Tetris, Empire Earth Mobile sẽ chỉ cung cấp vài ba lối chơi vấy bẩn mà thôi". Một game thủ Mobile cho biết "Tóm lại, Empire Earth là một thú vị mới cho thể loại chiến lược " và "nó không khó để giới thiệu".